# Grigorij Stary
Grigorij Iwanowicz Stary, wł. Grigorij Iwanowicz Borisow (ur. 27 listopada?/9 grudnia 1880 w Bozieni, zm. 11 października 1937) – rosyjski robotnik i działacz socjalistyczny. Przewodniczący Rady Komisarzy Ludowych Mołdawskiej Autonomicznej Republiki Radzieckiej w latach 1926–1928 i ponownie w 1932. Aresztowany i rozstrzelany w czasie wielkiej czystki.

## Biografia
Był synem robotnika kolejowego. Sam zaczął pracować w wieku siedmiu lat. Ukończył szkołę rzemieślniczą w Lăpușnej, uzyskując zawód stolarza. Od 1895 pracował w warsztatach kolejowych w Kijowie. W wieku dwudziestu lat związał się z ruchem socjaldemokratycznym. Podczas rewolucji 1905 działał w Kijowie, Rostowie, Mikołajowie, Krzemieńczuku, Mariupolu, Połtawie i w różnych miejscowościach Donbasu, był wielokrotnie zatrzymywany przez policję. W grudniu tego roku brał udział w zbrojnym powstaniu w Gorłówce. Uznany za szczególnie niebezpiecznego przestępcę, został skazany w 1908 i dwa lata był więziony w Bachmucie w jednoosobowej celi. Po zwolnieniu otrzymał nakaz osiedlenia się w Benderach pod nadzorem policyjnym. W kontakcie z organizacją bolszewików w Odessie rozpowszechniał idee socjaldemokratyczne wśród robotników miejscowego węzła kolejowego. W 1912 kierował strajkiem w miejscowych magazynach kolejowych, ogłoszonym na znak solidarności z krwawym stłumieniem protestu robotników nad Leną.
Na początku I wojny światowej zmobilizowany do armii rosyjskiej. Po rewolucji lutowej był członkiem komitetu żołnierskiego 11. armii. Wstąpił do partii bolszewickiej w 1918. Działał w Besarabii; między styczniem a lutym 1918 dowodził siłami bolszewickimi w przegranej bitwie o Bendery, broniąc miasta przed wkraczającymi do Besarabii wojskami rumuńskimi. W latach 1918–1921 stał na czele nielegalnego, podziemnego komitetu partii bolszewickiej w Benderach, kierował bolszewickimi oddziałami partyzanckimi w Besarabii, dążącymi do wyparcia Rumunów z regionu i przyłączenia go do bolszewickiej Rosji. W maju 1919 dowodził nieudanym powstaniem w Benderach, za co został w Rumunii zaocznie skazany na śmierć. Od 1919 do 1921 był członkiem besarabskiego komitetu obwodowego Komunistycznej Partii (bolszewików) Ukrainy, a równocześnie w latach 1920–1921 przewodniczącym powiatowego komitetu partyjnego w Tyraspolu.

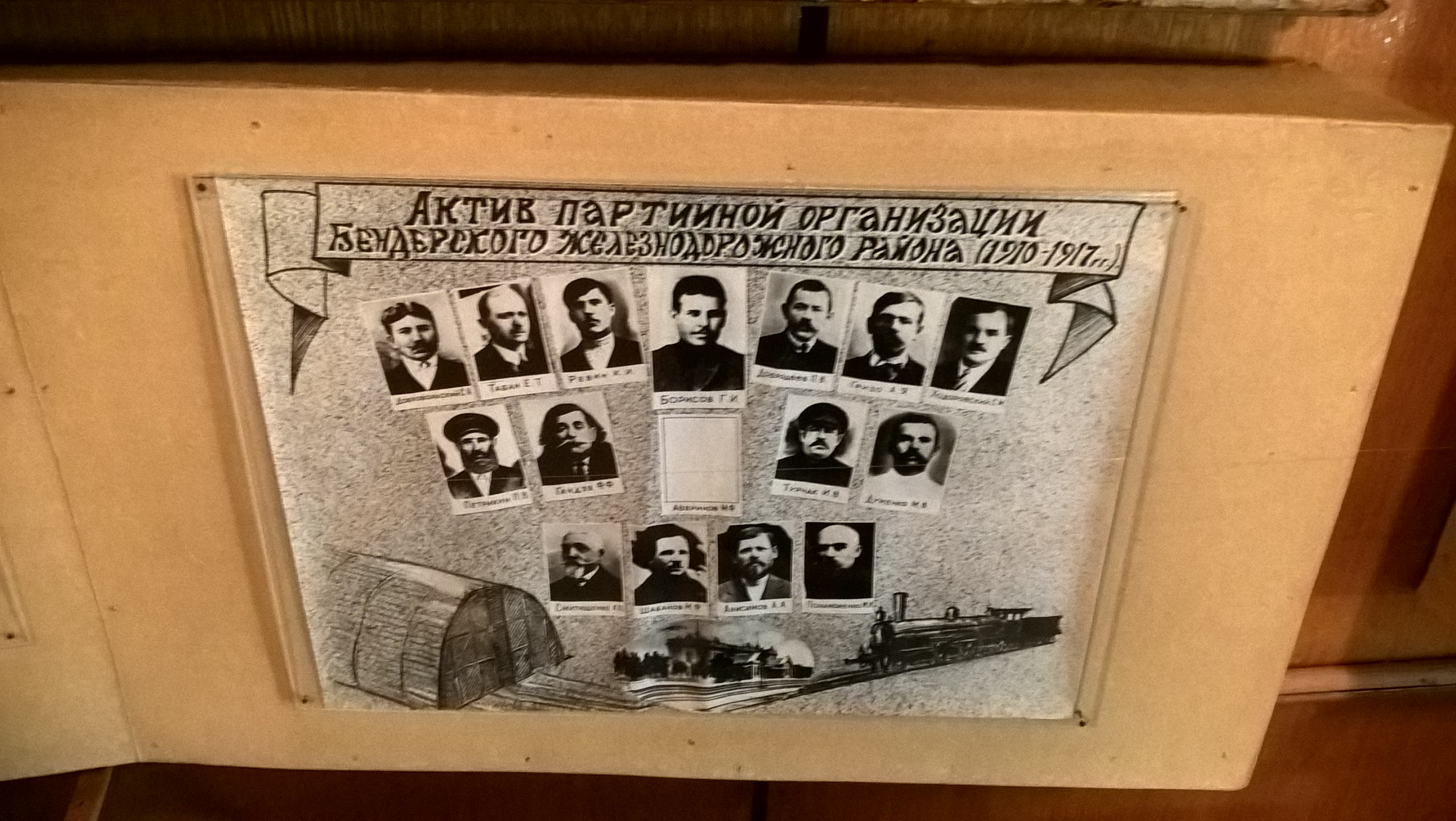
Grigorij Stary (w środku, podpisany prawdziwym nazwiskiem Borisow) wśród innych działaczy bolszewickich z Bender. Muzeum kolejowe w Benderach

Od 1921 działał w strukturach partyjnych na Ukrainie. W latach 1922–1924 był słuchaczem Uniwersytetu Komunistycznego im. Swierdłowa. Po utworzeniu Mołdawskiej Autonomicznej Socjalistycznej Republiki Radzieckiej został przewodniczącym mołdawskiego komitetu rewolucyjnego (rewkomu), po roku przeszedł na stanowisko przewodniczącego Centralnego Komitetu Wykonawczego Mołdawskiej ASRR. Od 1926 do 1928 i ponownie w 1932 kierował Radą Komisarzy Ludowych Mołdawskiej ASRR, następnie do 1937 był szefem Centralnego Komitetu Wykonawczego. Był redaktorem wydawanego w republice w języku mołdawskim pisma „Czerwony oracz” („Plugarul roșu”).
W 1935 jako pierwszy przedstawiciel Mołdawskiej ASRR otrzymał Order Lenina „za wyróżniające się sukcesy w obszarze gospodarstwa wiejskiego”.
Podczas wielkiej czystki 22 czerwca 1937 został aresztowany, w październiku tego samego roku skazany na śmierć i rozstrzelany. W 1955 został oficjalnie zrehabilitowany.

## Upamiętnienie
Grigorij Stary jest od 1967 patronem ulicy w Benderach oraz miejscowego magazynu kolejowego. W mieście tym znajdowało się również muzeum poświęcone pamięci jego oraz innego bolszewickiego działacza z Besarabii, Pawła Tkaczenki.
W 1964 imieniem Starego nazwano ulicę w Kiszyniowie w dzielnicy Botanica, następnie zmienioną na ul. Sarmizedzetusa.